# Charlotte Church
Pour les articles homonymes, voir Church.
Charlotte Church (née Charlotte Maria Reed le 21 février 1986 à Cardiff) est une chanteuse soprano et présentatrice de télévision galloise connue internationalement depuis ses douze ans pour ses disques de musique classique. Elle s'est tournée vers la musique pop depuis 2005.
En 2007, elle avait vendu plus de 10 millions d'albums ; la plupart des ventes sont de ses trois premiers disques de musique classique.

## Premières années
Charlotte Church est née à Llandaff, un district de Cardiff au pays de Galles. Elle est élevée dans le catholicisme par sa mère, Maria, séparée du père biologique de l'enfant. Elle sera officiellement adoptée par le second mari de sa mère, James Church, en 1998.
Elle commence à se faire connaître à l'âge de onze ans en chantant Pie Jesu dans l'émission Talking Telephone Numbers en 1997, puis dans le Big, Big Talent Show (le spectacle des très grands talents de la chaine ITV) en 1998. Ceci mène à des concerts au Cardiff Arms Park, au Royal Albert Hall et en première partie de Shirley Bassey à Anvers. Elle reçoit également une bourse pour étudier au Howell's Girls School de Cardiff, où elle entre en 1998. Elle partage son temps entre le chant et l'école avec l'aide de précepteurs quand elle voyageait pour faire des concerts.
Le 25 juin 1999, à New York, elle chante à bord du yacht de Rupert Murdoch, à l'occasion du mariage de l'homme d'affaires avec Wendy Deng.
Charlotte Church se voit proposer le choix d'une somme d'argent ou d'un soutien médiatique pour sa future carrière.
Elle retiendra cette dernière option.

## Carrière classique
On lui fait rencontrer Jonathan Shalit, homme d'affaires basé à Cardiff, qui va l'aider à commencer sa carrière, devenant son manager. Ainsi à 12 ans seulement, la chanteuse signe un contrat de disque avec Sony Classical. Son premier album, Voice of an Angel (La voix d'un ange), dans lequel elle interprète des chants sacrés et traditionnels, se vendra à des millions de copies à travers le monde, faisant de son interprète la plus jeune artiste à être numéro un des ventes de musique classique en Grande-Bretagne.
On la voit plus tard sur plusieurs émissions spéciales de la chaîne américaine PBS. Son second album, Charlotte Church, inclut, comme au premier, des chants sacrés et traditionnels ainsi qu'opératiques. Une des chansons, Just Wave Hello, fut au centre d'une campagne publicitaire pour la Ford Motor Company. Le clip vidéo de la chanson est très populaire au Salon de Detroit, l'introduisant à un public différent. La chanson atteindra la 31e place sur le classement des ventes dans son Royaume-Uni natal.
En 2000, elle sortira Dream a Dream, album composé principalement de chants de Noël, mais incluant également le premier essai de Church dans le monde du pop, Dream a Dream, chanson à la mélodie de la Pavane de Fauré et présentant le jeune chanteur américain de country, Billy Gilman. Church chantera un duo avec Gilman, Sleigh Ride, pour un album de Noël de celui-ci, Classic Christmas.
Dès 2001, Charlotte Church ajoute des notes pop, Broadway et swing à son répertoire dans l'album Enchantment. Cette même année, on entend pour la première fois Charlotte Church dans un film : Céline Dion n'étant pas disponible, le compositeur James Horner a confié l'interprétation du thème final du film Un homme d'exception, All Love Can Be, à la toute jeune britannique, pour qui la chanson a été adaptée. Church enregistre aussi d'autres passages vocaux pour le film.
En 2002, Church a 16 ans. Elle sort un album best of Prelude et participe à un tour de Noël aux côtés de Julie Andrews et Christopher Plummer, ce qui marque la fin de ses sorties classiques. Son album suivant, Tissues and Issues, sera très différent.
Elle a chanté dans des cérémonies de la Communauté de Taizé ainsi que devant le pape Jean-Paul II et Bill Clinton, alors président des États-Unis.

## Carrière pop
Elle s'aventure pour la première fois en dehors du monde de la musique classique en février 2003 en chantant sur le single de Jürgen Vries (mieux connu sous le nom de Darren Tate), The Opera Song. Elle sera créditée sous ses initiales CMC (Charlotte Maria Church). Elle montera en 3e place des classements britanniques.
Son premier album pop Tissues and Issues connu une certaine popularité au Royaume-Uni : les quatre premiers singles furent parmi le classement pop du pays, dont Crazy Chick (no 2), Call My Name (no 10), Even God Can't Change the Past (no 17), et Moodswings (To Come at Me Like That) (no 14). Ces chansons sortiront en Australie mais n'y auront pas le même succès ; en mars 2006 on annonce qu'on ne sortirait pas ses albums pop aux États-Unis avant qu'elle ait une chanson no 1 au Royaume-Uni.
En avril 2006, elle donne trois concerts (à Glasgow, Londres et Cardiff), dans des salles de 2 000 à 3 000 places ; ceux de Londres et Cardiff à guichets fermés. Elle chantera, avec le groupe irlandais New Druids, plusieurs de ses chansons pop ainsi que des reprises de Prince (Kiss), et Gloria Estefan (Rhythm is Gonna Get You). Aucune tournée n'a encore été planifiée, quoique Church elle-même en a évoqué la possibilité.
En novembre 2006, on annonce qu'elle quitte Sony. Selon son agent ce fut une décision de commun accord puisqu'elle était probablement à la fin de son contrat de cinq et six albums. Il y eut des rumeurs sur le fait qu'elle quittait peut-être temporairement la musique pour se concentrer sur son émission télévisée et d'autres qui prétendaient que c'était le résultat des piètres ventes de ses derniers albums.

## Carrière à l'écran
Elle fait une apparition dans la série télévisée Les Anges du bonheur (Touched by an Angel), dans l'épisode 7 de la saison 6, et un spécial Noël de l'émission Heartbeat en 1999 ainsi qu'un épisode de Have I Got News For You en 2003. Elle fait un sketch au Catherine Tate Show en 2005.
En 2003 elle fait ses débuts sur le grand écran dans le film I'll Be There de Craig Ferguson. Le film n'a pas eu un grand succès au Royaume-Uni, n'étant que dix jours à l'affiche, et n'est sorti qu'en vidéo aux États-Unis.

### The Charlotte Church Show
En été 2006 elle commence à travailler sur sa propre émission télé, The Charlotte Church Show. Après un épisode pilote qui causa controverse et ne fut jamais diffusé, elle commence sa diffusion sur Channel 4 le 1er septembre 2006. L'émission, présentée par Charlotte avec deux invités par semaine, est un mélange de sketches, télé réalité, entrevues et musique, ainsi qu'un thème récurrent gallois (le premier épisode incluait une compétition, Wales vs. the World, et un remake gallois de Will et Grace). Parmi les premiers invités on trouve Denise van Outen, Michael McIntyre, Ruby Wax, Billie Piper et Patsy Kensit.
L'émission attire environ 1,9 million de spectateurs, soit environ 10 % de l'audience. Le 6 octobre 2006, Channel 4 annonce qu'elle prévoit deux saisons de plus de l'émission. Toutefois, elle doit encore faire face à la compétition avec le très connu Friday Night with Jonathan Ross, diffusé sur BBC One à la même heure. Selon son site officiel le tournage de la saison finale, originellement planifiée pour été 2007, fut repoussée jusqu'après l'accouchement de Church. Toutefois, le 18 décembre 2007 Church déclare dans une entrevue ne pas penser à filmer la saison finale, étant trop occupée avec sa fille.
Church se voit décerner un British Comedy Award en 2006 pour Best Female Comedy Newcomer, et un Funniest Personality Award par le magazine Loaded la même année.

## Vie privée
On parle souvent de sa vie privée dans les tabloïds britanniques, situation qui inspira la chanson Let's Be Alone de son album Tissues and Issues.
Elle sortit une autobiographie intitulée Voice of an Angel (My Life So Far) à l'âge de quatorze ans (donc avant la sortie de Enchantment et peu après la sortie de Dream a Dream). Son prochain changement de style est présagé dans le dernier chapitre, « Turning Corners ». Church raconte les détails complexes de sa carrière mouvementée assez clairement grâce à sa mémoire photographique.
Sa vie amoureuse est souvent la cible des tabloids. En 2002, à l'âge de 16 ans, elle déménage chez son copain Steven Johnson, mannequin et DJ, inspirant la chanson Casualty of Love de l'album Tissues and Issues ; le couple se sépare en 2003. La presse suivra plus tard sa relation avec Kyle Johnson (pas de lien de parenté avec Steven), terminée en février 2005. Le couple déclare être restés amis, mais plus tard Johnson révélera à la presse des détails intimes de leur relations sexuelles, ce qui mena à une gifle de la part de Church.
D'autres aspects de sa vie privée ont été critiqués dans la presse, dont la découverte en 2002 qu'elle fume ; elle avouera qu'elle avait pris l'habitude de fumer. Elle y fait allusion dans la chanson Confessional Song de l'album Tissues and Issues. Elle a depuis déclaré dans plusieurs entrevues avoir arrêté de fumer et d'être plus calme,.
La presse porte une attention particulière sur sa relation avec son compagnon Gavin Henson, joueur de l'équipe du pays de Galles de rugby à XV. Le couple a mentionné la possibilité d'un mariage, mais le repoussa pendant la grossesse de Church. Elle a 2 enfants : Ruby née le 20 septembre 2007 et Dexter né le 11 janvier 2009. Ils se sont fiancés quelques semaines en 2010 puis se sont séparés cette même année.
Le couple est surnommé « les Victoria et David Beckham gallois ». En 2007, le couple est classé 49e sur une liste des jeunes les plus riches du Royaume-Uni, avec une fortune de £ 10 millions - la plus grande partie étant de Church, les rugbymen gagnant peu comparé aux joueurs de football.
Après avoir officialisé sa troisième grossesse sur scène le 28 mai 2017, elle révèle avoir fait une fausse couche en juin 2017.
En septembre 2017, elle a épousé son compagnon de longue date, le musicien Jonathan « Johnny » Powell qu'elle fréquente depuis 2010.

## Philanthropie
Church a soutenu la production d'une série limitée de t-shirts pour une campagne de l'organisation Breast Cancer Care, qui donne de l'argent pour la recherche sur le cancer du sein. Elle soutient également depuis longtemps la construction d'un hôpital pour enfants en Pays de Galles,.

## Controverses
Il y a controverse sur les circonstances du renvoi du premier manager de Church, Jonathan Shalit. Il aurait été renvoyé avec une lettre télécopiée envoyée par la mère de Church. Plus tard la famille Church déclarera une « conduite tactile inappropriée » de la part de Shalit. Celui-ci attaquera en justice pour rupture de contrat ; s'ensuit un accord à l'amiable où il aurait reçu £ 2 millions (les détails ne seront pas rendus publics parce que l'une des parties était mineure ; ces cas sont protégés par la loi britannique).
Church a provoqué des controverses à plusieurs occasions avec ses commentaires et critiques ; dans une entrevue avec Davina McCall elle admet qu'être diplomate « n'est pas dans [sa] nature ». Ses remarques lors des attentats du 11 septembre 2001, où elle dira que les new-yorkais surdramatisaient, firent scandale.
L'épisode pilote du Charlotte Church Show provoqua une réaction violente de certains groupes religieux, puisque Church se serait moquée de l'Église catholique et aurait fait des commentaires controversés sur le pape Benoît XVI, l'appelant « un nazi » en référence à son temps passé dans les Jeunesses hitlériennes et la Wehrmacht. Un distributeur catholique de livres, CD et autres produits, Ignatius Press, aurait supprimé les produits de Church dans son catalogue.
Dans son vidéo-blog du 22 mars 2007, elle critique fortement le groupe britannique choisi pour l'Eurovision, Scooch, ce qui provoque une réaction violente des chanteurs du groupe.
Elle dit être meilleure que les juges de l'émission de télé-réalité X Factor. Elle dit être « vexée » quand leurs remarques sont erronées, disant qu'« ils ne comprennent tout simplement pas les tenants et aboutissants d'une voix ou de la musique ».

## Discographie

### Albums
- 1998 : Voice of an Angel
- 1999 : Charlotte Church
- 2000 : Dream a Dream
- 2001 : Enchantment

### Singles
- 1999 : Just Wave Hello
- 2005 : Crazy Chick - Tissues and Issues
- 2005 : Call My Name - Tissues and Issues
- 2005 : Even God - Tissues and Issues
- 2006 : Moodswings (To Come At Me Like That) - Tissues and Issues

## Filmographie
- 2003 : I'll Be There de Craig Ferguson
- 2015 : Under Milk Wood de Kevin Allen